# Janvier 1811

## Événements

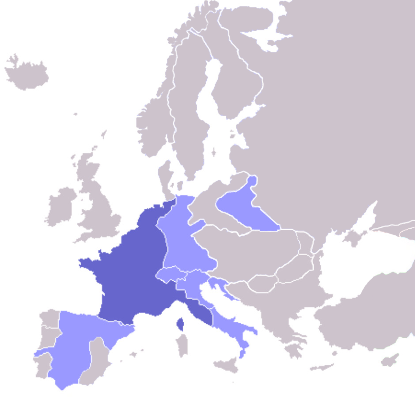
1811 : apogée de l’Empire napoléonien

- Annexion à l’Empire français de Brême, de Lübeck, ainsi que de plusieurs régions du nord de l’Allemagne.
- Apogée de l’Empire napoléonien qui s’étend sur cent trente départements qui vont de Brest à Hambourg, d’Amsterdam à Rome et à Trieste. 750 000 km2 regroupent plus de soixante-dix millions d’habitants dont trente millions seulement sont français. Dans l’Empire comme dans les États satellites (Confédération du Rhin, Suisse, République italienne, royaume de Naples, Espagne et grand-duché de Varsovie) le Code Napoléon entre partout en vigueur. Le féodalisme et le servage sont abolis, et la liberté religieuse instaurée (sauf en Espagne). Chaque État reçoit une constitution établissant le suffrage universel pour les hommes ainsi qu’un Parlement, et intégrant une déclaration des droits. Des systèmes administratifs et judiciaires calqués sur le modèle français sont instaurés. Des écoles sont soumises à une administration centralisée et un système d’enseignement libre est organisé. L’enseignement supérieur est largement ouvert, sans distinction de classe ou de religion. Chaque État voit la création d’un conservatoire et d’académies consacrées à la promotion des arts et des sciences.

- 2 janvier : capitulation de Tortose[1].

- 4 janvier, Mexique : victoire des insurgés indépendantistes mexicains de Morelos à la bataille de Tres Palos[2].

- 6 janvier, Mexique : victoire des insurgés de José Mariano Jiménez à la bataille d'Aguanueva[2].

- 8 janvier : révolte de 400 à 500 esclaves dans la plantation du major Andry, près de La Nouvelle-Orléans, réprimée par l’armée américaine et la milice[3]. Soixante-six esclaves sont tués pendant la bataille et seize autres jugés et fusillées.

- 14 janvier, Mexique : victoire de l'armée royaliste espagnole sur les insurgés à la bataille d'Urepetiro[4].

- 17 janvier, Mexique : l'armée royaliste espagnole met en déroute les insurgés à la bataille du pont de Calderón[2].

- 20 janvier, Mexique : victoire des insurgés à la bataille de Puerto del Carnero[5].

- 22 janvier : prise d'Olivenza par les troupes de Soult[6].

## Naissances
- 1er janvier : Auguste Bernard (mort en 1868), archéologue et historien français.
- 6 janvier : Charles Sumner, homme politique américain († 11 mars 1874).
- 20 janvier : Sigismondo Castromediano (mort en 1895), archéologue et un érudit italien.
- 22 janvier : Raffaele Garrucci (mort en 1885), jésuite, historien de l'art et numismate italien.
- 28 janvier : Louis Michel François Doyère (mort en 1863), zoologiste et agronome français.

## Décès
- 10 janvier : Marie-Joseph Chénier, écrivain et homme politique français, auteur du Chant du départ (° 28 août 1764).